# Het Hardel
Het Hardel is een natuurgebied nabij Tongeren, deel uitmakend van het Landschapspark van de Oostelijke Jeker. Het wordt beheerd door Natuurpunt.
Het gebied bestaat voornamelijk uit moerasbos en populierenaanplant, waarbij het beheer er op gericht is om de populierenaanplant geleidelijk door meer natuurlijk en afwisselend moerasbos te vervangen.
Tot de plantengroei behoren gevlekte aronskelk en muskuskruid. Van groot belang is de paddenstoelenrijkdom van het gebied, met zeldzame soorten als schubbige oesterzwam, vale knolvezelkop, eikenweerschijnzwam, grauwgroene hertenzwam en gele kussentjeszwam. Uniek voor de Benelux is de vindplaats van tepelhertenzwam (Pluteus mammifer).
Tot de vogels behoren hier: bosuil, boomvalk, Wielewaal, en boomklever.

## Externe bron
- Het Hardel